# Camenta tinanti
Camenta tinanti är en skalbaggsart som beskrevs av Louis Burgeon 1945. Camenta tinanti ingår i släktet Camenta och familjen Melolonthidae. Inga underarter finns listade.